# Landkreuzer P. 1000 Ratte
El Landkreuzer P. 1000 Ratte (en español, rata) fue un proyecto de tanque superpesado alemán diseñado durante la Segunda Guerra Mundial. Fue cancelado por Albert Speer a principios de 1943 a favor del Panzer VIII Maus, más fácil de construir.

## Características técnicas
El mundo posiblemente no verá nunca un vehículo acorazado terrestre de la escala del P. 1000 Ratte. De hecho, los alemanes nunca se refirieron a él como tanque sino como «crucero terrestre» (que es lo que significa Landkreuzer). 
El desarrollo del Ratte comenzó en junio de 1942, a cargo de Krupp. Su tripulación era de hasta 41 hombres, la misma cantidad de personal que se necesitaba para operar ocho tanques. Sobre el papel, el peso del Ratte era de 1000 t (toneladas), con una planta motriz formada por 8 motores de lancha torpedera Daimler-Benz MB501 de 20 cilindros, o por dos MAN V12Z32/44 empleados en submarinos, alimentados por gasóleo y que proporcionaban la hercúlea potencia de 16 000 y 17 000 CV. Su velocidad máxima se estima en 40 km/h, y su autonomía era desconocida, aunque podemos suponer que sería relativamente corta, dada la gran potencia que se requería para mover este titán. El Ratte tenía una longitud de 35 m, con una anchura de 14 m y una altura de 11 m. Su armamento lo componían 2 cañones navales de 280 mm SK C/34, usado para destruir objetivos grandes a largas distancias, 2 torres Maus con piezas 128 mm para uso cazacarros, cada una de ellas con su correspondiente cañón coaxial de 75 mm, 2 cañones de 15 mm Mauser MG 151/15, uno por lateral, usados contra infantería o carros sin o ligeramente blindados y 8 cañones antiaéreos Flak 38 de 20 mm montados en dos montajes cuádruples, usados para defender al megatanque de ataques aéreos. Otros diseños incluían un cañón 128 mm y dos de 15 mm en el frontal de la barcaza y otras dos torres cuádruples antiaéreas o bien una tercera sobre la torre principal. En cuanto al blindaje, frontalmente contaba con 360 mm de acero (un blindaje similar al del acorazado Bismarck), y 220 mm en los laterales.

## Limitaciones hipotéticas
El Ratte era un vehículo problemático en lo que a su movilidad se refiere. Su inmenso tamaño y su peso lo harían torpe a la hora de maniobrar, y dada su supuestamente corta autonomía, sería difícil y costoso transportarlo hasta el frente. Con orugas de 3,60 m (metros) de anchura y 1000 t (toneladas) de peso, habría destrozado todas las carreteras y caminos por las que hubiese pasado. El Ratte podría vadear ríos poco profundos, dada su gran altura, pero sería un gran problema el superar acantilados o ríos muy profundos. Su gran tamaño traía consigo la desventaja de ser un blanco extremadamente fácil para la aviación aliada. A pesar de contar con cañones antiaéreos, sus grandes dimensiones harían factible el atacarlo con bombarderos de gran altura, que no podrían ser alcanzados por las baterías antiaéreas terrestres.
A diferencia de los tanques más pequeños, el Landkreuzer era lo suficientemente grande como para tener lavabos independientes internos y varios espacios de almacenamiento. Había también planes para que pudiera llevar dos motocicletas BMW R12 que podrían haber sido utilizadas para fines de exploración. Para extender su enorme peso, el Ratte habría necesitado seis orugas, tres a cada lado, en lugar de los dos habituales se encuentran en los tanques. Aun así, el peso de este tanque monstruoso habría destrozado el pavimento y nunca podría haber cruzado por la mayoría de los puentes. Sin embargo, con 11 m de altura sobre el suelo y el uso de un tubo respirador, el Ratte habría sido capaz de vadear la mayoría de los ríos con pocas dificultades.
Encontrar motores lo suficientemente potentes como para mover el Landkreuzer era otro desafío. Krupp, la compañía que había diseñado el Ratte para Hitler, propuso utilizar dos motores diésel de 24 cilindros MAN V12Z32/44, como los utilizados en los submarinos alemanes, para dar a la máquina 17 000 hp (caballos de fuerza). Según los cálculos, esto habría permitido al Ratte alcanzar una velocidad máxima de 40 km/h (kilómetros por hora). Una configuración de motor alternativa que se propuso era tener ocho motores marinos diésel Daimler-Benz MB501 de 20 cilindros (idénticos a los usados en los torpederos alemanes rápidos) conectados entre sí para producir 16 000 hp, lo cual hubiera permitido al Ratte alcanzar una velocidad máxima ligeramente menor que la mencionada antes.